# The Doors
The Doors je bila ameriška rock skupina, ustanovljena leta 1965. Bili so ena izmed najbolj znanih rokovskih skupin vseh časov. Sestavljali so jo Jim Morrison (pesnik, vokalist), Ray Manzarek (klaviature), John Densmore (bobni) in Robby Krieger (kitara). Imamo jih za eno najvplivnejših rock skupin, njihova dela imajo poslušalce še danes.
Skupina je bila najbolj poznana po pevcu Jimu Morrisonu, znanemu ljubitelju alkohola in drog. Na koncertih je pogosto nastopal pod vplivom raznih substanc, včasih tako omamljen, da je pozabil celo besedila pesmi. Morrison je umrl 3. julija 1971 v Parizu, najverjetneje zaradi prevelikega odmerka mamil, ni pa bilo nikoli razjasnjeno, ali si je sam pripravil smrtnonostni »koktejl« ali je bil načrtno umorjen. Leta 1991 je bil o skupini posnet film The Doors, ki ga je režiral Oliver Stone. Glavno vlogo je igral Val Kilmer.
Čeprav se je kariera The Doors končala leta 1973, njihova popularnost še vedno ostaja. Po podatkih RIAA so samo v Veliki Britaniji prodali 32.5 milijonov albumov.[1] The Doors so prodali okrog 100 milijonov. Ray Manzarek in Robby Krieger še vedno hodita po turnejah in z dodatnimi glasbeniki predstavljata izključno skladbe zasedbe The Doors.

## Zgodovina

### Začetki
Julija 1965 sta se v Kaliforniji srečala Jim Morrison in Ray Manzarek. Morrison je Manzareku povedal, da piše pesmi in ta ga je dovolj opogumil, da je zapel "Moonlight Drive". Impresioniran nad Morrisonovim besedilom, je Manzarek predlagal, da ustanovita band.
Klaviaturist Manzarek je bil v bandu Rick & the Ravens z bratom Rickom in Jimom, bobnar John Densmore pa je igral v The Psychedelic Rangers. Manzareka je poznal z ur meditacije. Avgusta se je Densmore pridružil skupini in skupaj s člani The Ravens in basistom Patom Sullivanom septembra 65 posnel demo. Istega meseca so rekruturali novega člana, kitarista Robbyja Kriegerja, in zmagovita zasedba — Morrison, Manzarek, Krieger and Densmore — je bila tu. Skupina je ime vzela iz poezije Williama Blake-a The Marriage of Heaven and Hell, ('If the doors of perception were cleansed everything would appear to man as it is, infinite').
Leta 66 je skupina igrala v LA klubu London Fog, a kmalu so bili tako dobri, da so postali 'the house band' famoznega kluba Whisky a Go Go. Ker so bili zdaj že prepoznavni je Morrison poskušal najti založbo. Opazila jih je založba Elektra Records in 18. avgusta so z Rothchild in Bruceom Botnickom podpisali pogodbo za več kot uspešno partnerstvo. Še istega meseca pa jih je klub Whishy a Go Go odpustil zaradi žaljive izvedbe skladbe "The End".
Incident, zaradi katerega se jih je oprijel 'kontroverzni' se nanaša na Morrisonovo haluciniranje po zaužitju LDS-ja, ko je hripavo deklamiral svojo verzijo grške drame o Ojdipu (Ojdip nevede ubije svoje očeta in ima spolne odnose s svojo materjo).

### Prvi album
The Doors so svoj debitantni album snemali od 24 do 31 avgusta 1966 pri Sunset Sound Recording Studios. Imenovani so ga kar 'The Doors', izdan pa je bil januarja 1967. Vsebuje večino skladb, ki so jih imeli do takrat, tudi skoraj 12-minutno glasbeno dramo "The End".
Novembra 1966, je Mark Abramson režiral promocijski film za vodilno skladbo "Break On Through (To the Other Side)". Posnetka pa nikdar niso uradno izdali.
Druga skladba, "Light My Fire", je bila prva napisana pesem Robbieja Kriegerja in je predstavljala začetek uspeha famoznih The Doors.

### Prvi televizijski nastopi
The Doors se na televiziji pojavijo 25 avgusta '67, ko so promovirali prej omenjeni posnetek "Light My Fire". Kakorkoli, niso se predstavili v živo. Band je na plaži, predstavljajo skladbo, ki se sliši v odzadju. Glasbeni video ni dosegel komercialnega uspeha in nastop je bil bolj ali manj pozabljen. Tako je bilo dokler se niso septembra '67 pojavili v šovu 'The Ed Sullivan Show'- potem so si pridobili tudi televizijsko pozornost.
in vse to zaradi besede, besede, ki je Ed Sullivan Morrisonu ni nikoli odpustil. Prosili so jih namreč, da bi besedo "higher" zamenjali z "better", saj se ne spodobi reči "high" na nacionalni televiziji. Skupina se je sprva strinjala, a pesem vseeno izvedla v originalni različici, bodisi ker nikoli niso nameravali ustreči prošnji, bodisi ker je bil MOrrison živčen in je pozabil narediti spremembo. Besni Ed Sullivan je preklical vseh šest šovov, ki so bili načrtovani, na kar pa je Morrison odgovoril: "Hey man, so what? We just did The Ed Sullivan Show."

### Strange Days
The Doors so nekaj tednov preživeli v LA Sunset Studios, ko so snemali njihov drugi album, Strange Days, eksperimentajoč z novo tehnologijo, ki jih je bila sedaj na voljo. Uspeh albuma Strange Days je bil povprečen, dosegel je številko tri na the Billboard album lestvici, a se je  zaradi več slabih skladb hitro umaknil. Refren od "People Are Strange" pa je bil navdih za ime dokumentarca o The Doors, (2010)- When You're Strange. 

### Incident v New Hawnu
The Doors so 9. decembra 1967 koncert v  New Havenski Areni v New Havenu (Connecticut), ki se je z z Morrisonovo aretacijo lokalne policije kar na odru končal nenadno.
Incidenti ki so vodili do njegove aretacije so še vedno nejasni, vendar naj bi bil, ko so policisti prišli, v zaodrju v kopalnici z oboževalko.
Na odru je Morrison nadaljeval z opolzkim govorjenjem, pojasnjujoč občinstvu, kaj se je zgodilo v zaodrju. Bil je aretiran in odvlečen z odra, pospremljen s hrupom. 
Peljali so ga na lokalno policijsko postajo, kjer so ga fotografirali vpisali zaradi nepristojosti in javnih opolzkosti.

### Waiting for the Sun
Posnetki tretjega albuma aprila '68 so bili uničeni zaradi Morrisonove naraščajoče odvisnosti od alkohola in drog in zaradi tega, ker je producent Paul Rotchild zavrnil njegov "Celebration of the Lizard" ker naj ne bi bil dovolj komercialen. The Doors so odigrali serijo koncertov, ki so vodili do delirijev med občinstvom in policijo, zlasti še 10. maja v Chicago Coliseumu.
Ker jim je za tretji albun zmanjkovalo repertoarja, so začeli pisati nov material. "Waiting for the Sun" postane njihov prvi album, ki se je prebil na 1. mesto lestvic, pesem "Hello, I Love You"  pa njihiva druga in zadnja skladba na 1. mestu US lestvic.
Škandal pa je nastal leta '68, ob izidu "Hello, I Love You", saj naj bi bila skladba podobna uspešnici skupine The Kinks, ki so leta '64 izdali skladbo "All Day and All of the Night". Člani The Kinks so se strinjali s kritikami; njihov kitarist Dave Davies je na koncertu med izvajanjem "All Day and All of the Night" sarkastično dodal delčke "Hello, I Love You", in s tem pokazal kaj si misli o vsem skupaj.
Kot je lahko vidno na dokumentarcu The Doors are Open (1968) je Morrison med koncertom svoj del vokalov te skladbe zaničljivo prepustil Manzareku.
Mesec kasneje, ko se je hrup polegel, so The Doors odleteli v Veliko Britanijo, kjer so imeli prvi koncert izven Severne Amerike. Zdržali so naporno konfereco v ICA Gallery v Londonu in imeli koncerte v The Roundhouse Theatre-u. Rezultat potovanja je bila oddaja na programu Granada TV's The Doors Are Open, kasneje izdana tudi na videu. Skupaj s skupino Jefferson Airplane so igrali po Evropi, tudi v Amsterdamu, kjer se je Morrison zaradi prevelike vsebosti drog zrušil na odru. 
Preden so novembra začeli delati na novem, četrtem albumu, so v Združenih Državah imeli še devet koncertov. Leto so končali z novo uspešnico "Touch Me", (izdali so jo decembra '68), ki je dosegla 3. mesto na US lestvici. Leto '69 so začeli z razprodanim koncertom 24. januarja na Madison Square Garden-u.

### The Soft Parade
The Doors so svoj četri album "The Soft Parade" izdali ulija '69, vseboval pa je tudi pop obarvane dele in sekcije za rog. vodilna skladba "Touch Me" vsebuje tudi saksofon, ki ga igra Curtis Amy.
medtem ko so poskušali vzdrževati svoj prejšnji zagon, si prizadevali razširiti svoj zvok, albumu pridahnili eskperimentalnost, kritiki pa so napadli njihovo glasbeno celovitost. V biografiji Johna Densmorea Riders On The Storm so zapiski, da ima Morrison nekakšno zadržanost do petja besedila pesmi "Tell All the People" Robbieja Kriegerja. Zaradi pijta je Morrison postal težaven in nezanesljiv in snemanja so prestavljali več mesecev. Studijski stroški so se kopičili in The Doors so prišli že blizu razpada. Kljub vsemu pa je bil album neizmerno uspešen, postal je četrti uspešni alubum skupine. 

## Diskografija

### Studijski albumi
- 1967 - The Doors
- 1967 - Strange Days
- 1968 - Waiting for the Sun
- 1969 - The Soft Parade
- 1970 - Morrison Hotel
- 1971 - L.A. Woman
- 1971 - Other Voices
- 1972 - Full Circle
- 1978 - An American Prayer

Med najbolj znanimi skladbami skupine so »Light my Fire«, »The End«, »Alabama Song«, »Break on Through (To the Other Side)«, »L.A. Woman«, »Riders on the Storm«, »Hello, I Love You«, »Love Her Madly«, »Bird of Prey«, »The Crystal Ship«, »The Unknown Soldier«, »People are Strange«, »Love Street«, »The Celebration of the Lizard«, »Roadhouse Blues« in druge.